# Pyrapractus cariei
Pyrapractus cariei is een keversoort uit de familie Cebrionidae. De wetenschappelijke naam van de soort is voor het eerst geldig gepubliceerd in 1920 door Fleutiaux.